# 金属天井

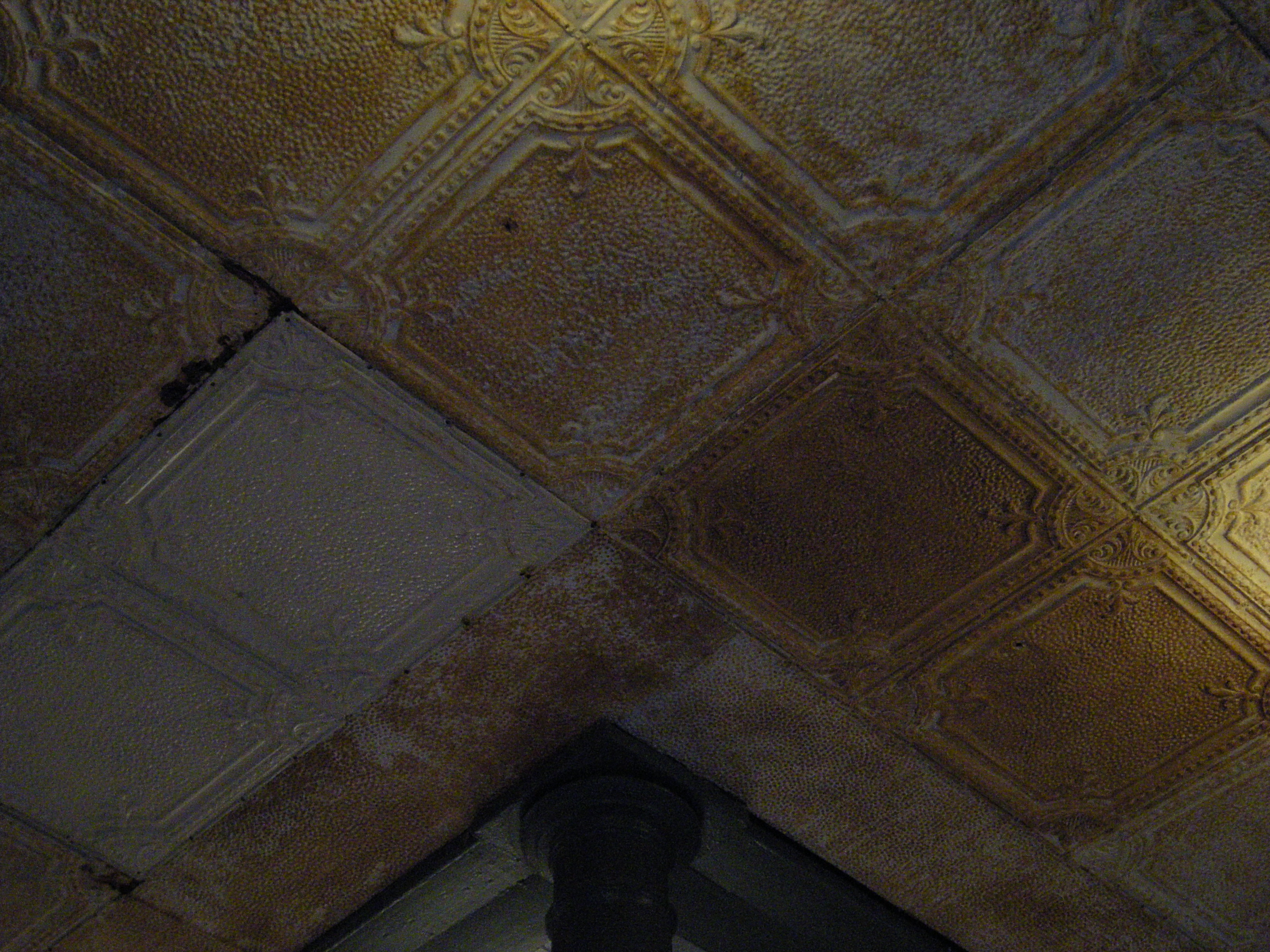
金属天井

金属天井（きんぞくてんじょう）とは、建築材料の一種で、ブリキなどの金属の板をプレス成型した天井板である。
金属板で仕上げられた天井は、19世紀後半-20世紀初期のヴィクトリア朝時代のアメリカで非常に人気があった。また、オーストラリアでも人気があり、「メタルシーリング」または（オーストラリアの大手メーカーであるワンダーリッヒ社にちなんで）「Wunderlich ceiling」の名で知られていた。南アフリカでも使われていた 。

## 歴史
金属天井は、ヨーロッパの家屋で使用されている漆喰細工の安価な代替品として北米に導入された。1800年代後半、アメリカ人が洗練されたインテリアデザインを求めるようになるに従って人気を博すようになった。金属天井は、家庭や事業所のオーナーにとって手っ取り早く取り入れることができる機能的で魅力的なデザイン要素であると同時に、耐久性・軽量性・耐火性に優れている点をアピールした。しかし、ジョン・ラスキン、ジョージ・ギルバート・スコット、チャールズ・イーストレイク、ウィリアム・モリスと言った有名な芸術評論家によって、プレス機で作った偽物の素材が建築に使われるという点が議論の的となった。これらの批評家は、別の素材を模倣することは道徳的に間違っている、つまり「偽装」であると思っており、金属天井を使うことは社会を誠実な建築ではなく「悪魔の芸術」へと導く堕落だと非難した。にもかかわらず、金属天井は漆喰天井よりも長持ちし、手入れが簡単だったので普及した。言うなれば、金属天井は民主主義の思想をカプセル化し、当時の機械産業を支持した中産階級の大衆でも上流階級のような装飾を利用できるようにせしめたと言える。
装飾的なデザインを施された金属天井は、1870年代初め頃よりアメリカで使われるようになった。金属天井の材料は、当初は鉄板が使われていたが、ヴィクトリア朝時代末期には圧延ブリキ板が大量生産されるようになった。「ブリキ」とは鉄を溶かした錫にドブ漬けしたもので、元々は錆を防ぐための物であった。その後、よりコスパの良いソリューションとして、鉄の代わりに鋼が使われるようになった。金属天井の材料としてはブリキが多かったが、銅、鉛（ターンプレートとして知られる）、そして亜鉛も一般的な建築材料として業界でよく使われた。
1890年から1930年にかけて、アメリカでは約45社が金属天井を販売していた。ほとんどのメーカーはオハイオ州・ペンシルベニア州・ニューヨーク州の、鉄道の路線沿いにあり、鉄道はプレス加工された金属製品を土建業者に直接配送するための主要な経路として機能した。ウェストバージニア州のホイーリングにあったWheeling Corrugating社は、現代においては歴史的建築の「en:Wheeling Corrugating Company Building」で知られているが、元々は1800年代後半の大手金属天井メーカーであった。当時のWheeling Corrugating社は大型の製鉄所で、自社の鋼板を使って屋根材や外壁材なども製造していた。
当時のプレス成型は、ロープ吊り下げ式のハンマーと鉄製のモールドを使って、ブリキの板金を1度に1枚ずつスタンピングするという方法で行った。金属天井はこの製造方法を利用して板金に装飾文様を付けたもので、金属は2つの連動機構の間に挟みこまれる。つまり、上部の機構（上ラム）を、ロープ又はチェーンで釣り上げた後、モールドめがけて落下させ、下にある板金を打ち付けることで、ブリキ板に複雑なパターンが恒久的に刻み込まれることになる。この近代的機械の芸術的可能性を評価したのは、フランク・ロイド・ライトであった。『Architectural Record』誌から出版された"The Art and Craft of the Machine"（「機械時代のアートとクラフト」）および"In the Cause of Architecture"（「建築のために」）と題する記事において、ライトは科学と芸術に関する近代的理論と未来の芸術において機械が果たす役割とを詳しく述べている。

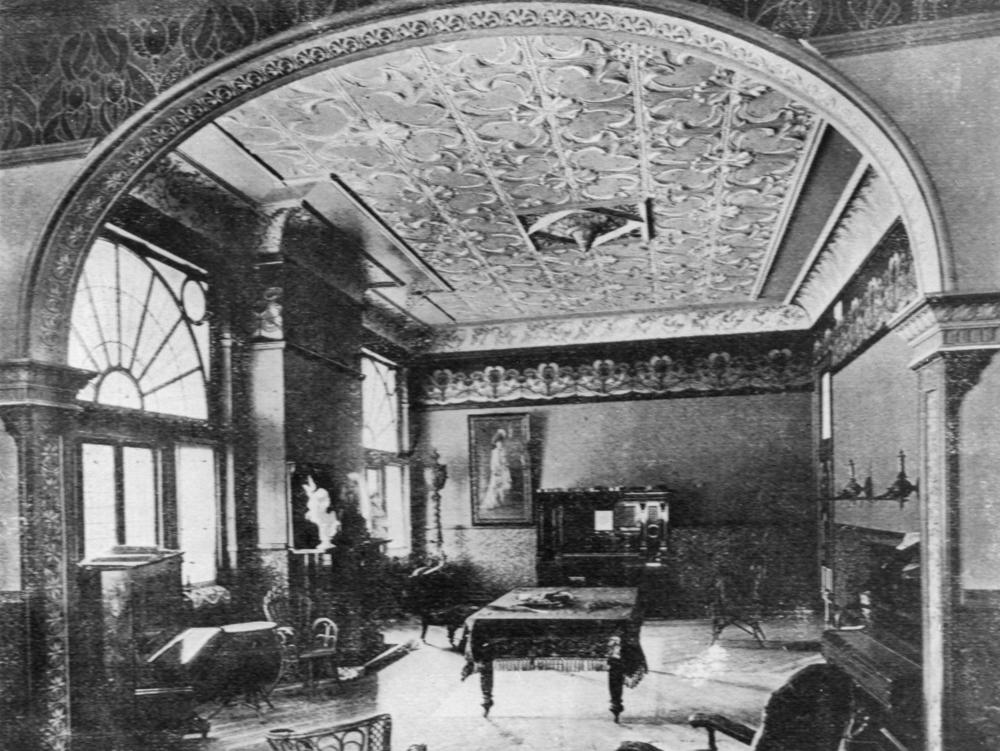
個人の邸宅に設置された金属天井。オーストラリア、クイーンズランド、1906年

金属天井は伝統的に白く塗られており、手彫りの漆喰細工のように見える。それらは、住宅の居間やパーラー、学校、病院、商業施設などにも設置され、また塗装されたブリキが腰壁の羽目板として使用されることもあった。
第二次世界大戦中の金属くず回収運動によって、1930年代に入ると金属天井が一般的ではなくなり始め、鉄が不足し始めた。多くの板金会社は、商売を続けるために別製品を作り始めた。しかし21世紀に入ると、金属天井に新たな関心が寄せられるようになっている。元々は古い建築物の改修に携わるリノベーション業界における動きだったが、そこから「Turn of the century（世紀の変わり目）」の時代に対するノスタルジアへと波及した。W.F. Norman Corporationは、現在もなお1898年当時と同じロープ吊り下げ式のハンマーを使って、ブリキの板金に装飾文様を付けた金属天井を作り続けている。また、昔のデザインの金属天井を現代の天井にフィットするような形で提供しているメーカーも存在する。

## 修復
ブリキ製の金属天井は長持ちするように設計されており、長期的に湿気に晒されると腐食することもあるが、そうでない場合は実際に長持ちする。しかし、金属天井が流行した時代から100年にわたって摩耗し、傷ついているため、これを修復するためのビジネスが発展した。『The Old-House Journal』などの雑誌が創刊され、金属天井を歴史的保存するための復元、修理、設置の方法に関する記事を掲載している。
「世紀の変わり目」の時代に作られた金属天井には鉛含有塗料が使われているため、環境への危険性を考えると、これを修復するには専門家の手助けが必要となる。多くの場合、修復は古い塗料を剥がし、金属を保護下地コート材で処理し、小さな損傷部分を補修し、再塗装することで達成される。場合によっては、天井の一部が損傷しているため、建物自体の部分的な改修が必要となる場合もある。パネルが破損している場合は、オリジナルのデザインのパネルをまだ製造している業者に頼めば簡単に交換できる。ただし、既に製造されていない歴史的な装飾文様のパネルが必要となる場合は、天井にあるパネルの中から良い状態のものを探し、それを元にモールドを作成し、業者にパネルを新たに特注し、ブリキ板をプレスしてもらうことになる。
金属天井のフルリストアが必要な場合、つまり天井のあらゆる部分がボロボロの場合、専門家の助けを借りて、建物の建設された時代や建物の構造から適切なデザインを決定してもらい、新しい天井を設置することもできる。その場合、既存の金型を使用するか、建物の設計図またはパネルの写真に基づいてモールドを再設計する必要があるが、もしモールドを再設計するということになった場合、パネルの為に特注の金型を製作するコストや、さらにはオリジナルの天井で使われていたジョイント金具の金型を製作するコストもかかるため、非常に高価になる可能性がある。
アメリカの歴史的建造物に住んでおり、昔の金属天井を修理または交換するとなった場合、詳細についてはアメリカ合衆国国立公園局の技術保存サービス（Technical Preservation Services）を参照の事。

## 現代の金属天井
現在、いくつかの業者が、手塗りで仕上げた金属天井や、パウダーコート仕上げによってさらに耐久性を増した金属天井を提供している。プラスチックまたはアルミニウムをプレス加工した安物の模造品もある。金属天井用に作られた装飾文様付きの金属板を、アートワーク、バックスプラッシュ、キャビネットの表面、羽目板材などにファッショナブルに使用する例もある。昔の金属天井のパネルは、パネルの周囲に釘を打つための穴開きレールが付いており、ベニヤ板が発明される前に普及していた木製のシーリング用下地ストリップ材に、金属板が互いに重なった状態で釘を打って取り付けるように設計されていた。しかし現在、釘打ち型の金属天井パネルは、元の1 by 2インチ (25 mm × 51 mm) の下地ストリップ材を必要とせずに、ベニヤ板にネイルガンで簡単に取り付けられる。また、既存の石膏ボード/ポップコーンシーリング/漆喰の天井に直接ねじ込んで設置できる特許取得のインターロック式の金属天井パネルもあり、大規模な合板の設置の必要が無い。現在のブリキパネルは、24 by 24インチ (610 mm × 610 mm)または24 by 48インチ (610 mm × 1,220 mm)のサイズで製造されており、取り扱いが簡単で、1人で設置できる。
金属天井用パネルは、吊り天井のオプションとしても存在する。

## 参照
1. ↑  “Shoptalk: Pressed Tin Ceiling”. Treanor Architects. 2015年9月18日閲覧。
2. ↑  “History - Wunderlite Reproduction Panels”. www.wunderlite.com.au. 2015年10月6日閲覧。
3. ↑  “History of tin ceilings”. 2015年10月6日閲覧。
4. ↑  Simpson, Pamela H. (1999). Cheap, Quick, & Easy: Imitative Architectural Materials 1870-1930. Knoxville: University of Tennessee Press. pp. 136-144. ISBN 978-1-62190-157-0
5. ↑  Staveteig, Kaaren R.. “Historic Decorative Metal Ceilings and Walls: Use, Repair, and Replacement”. PRESERVATION BRIEFS (49) 2019年3月18日閲覧。.
6. ↑  “The Legacy of W.F. Norman — W.F. Norman Corp.” (英語). wfnorman.com. 2017年3月4日閲覧。
7. ↑  “W.F. Norman Corp. – Hand Pressed Tin Ceilings – Tin Ceiling Panels, Cornices, Tin Ceiling Designs, Roofing, Siding, and Ornaments” (英語). wfnorman.com. 2017年3月4日閲覧。